# Ubonratcsathani
Ubonratcsathani (thai: อุบลราชธานี, Röviden Ubon (อุบลฯ) néven is ismert) egyike Iszán régió négy nagy városnak, Nakhonratcsaszimának, Udonthaninak, és Khonkennek. A város a Mun folyó partján fekszik, a régió délkeleti részén,  615 km-re Bangkoktól. A város Ubonratcsathani tartomány közigazgatási központja.

## Népessége
2006-ban Ubonratcsathani városi terület népessége körülbelül 200 000 fő. Ebből Ubonratcsathani város 80 000, Warincsamrap és Khamjai 30 000, Szenszuk 24 000, Pathum és Kham Namszep 10 000, Ubon pedig 6 000 lakossal rendelkezett.

## Testvérvárosai
- Róma
- Kinshasa
- Párizs
- Kigali

## Fordítás
Ez a szócikk részben vagy egészben  az   Ubon Ratchathani című angol Wikipédia-szócikk ezen változatának fordításán alapul.  Az eredeti cikk szerkesztőit annak laptörténete sorolja fel. Ez a jelzés csupán a megfogalmazás eredetét és a szerzői jogokat jelzi, nem szolgál a cikkben szereplő információk forrásmegjelöléseként.